# 쿠르드 커피

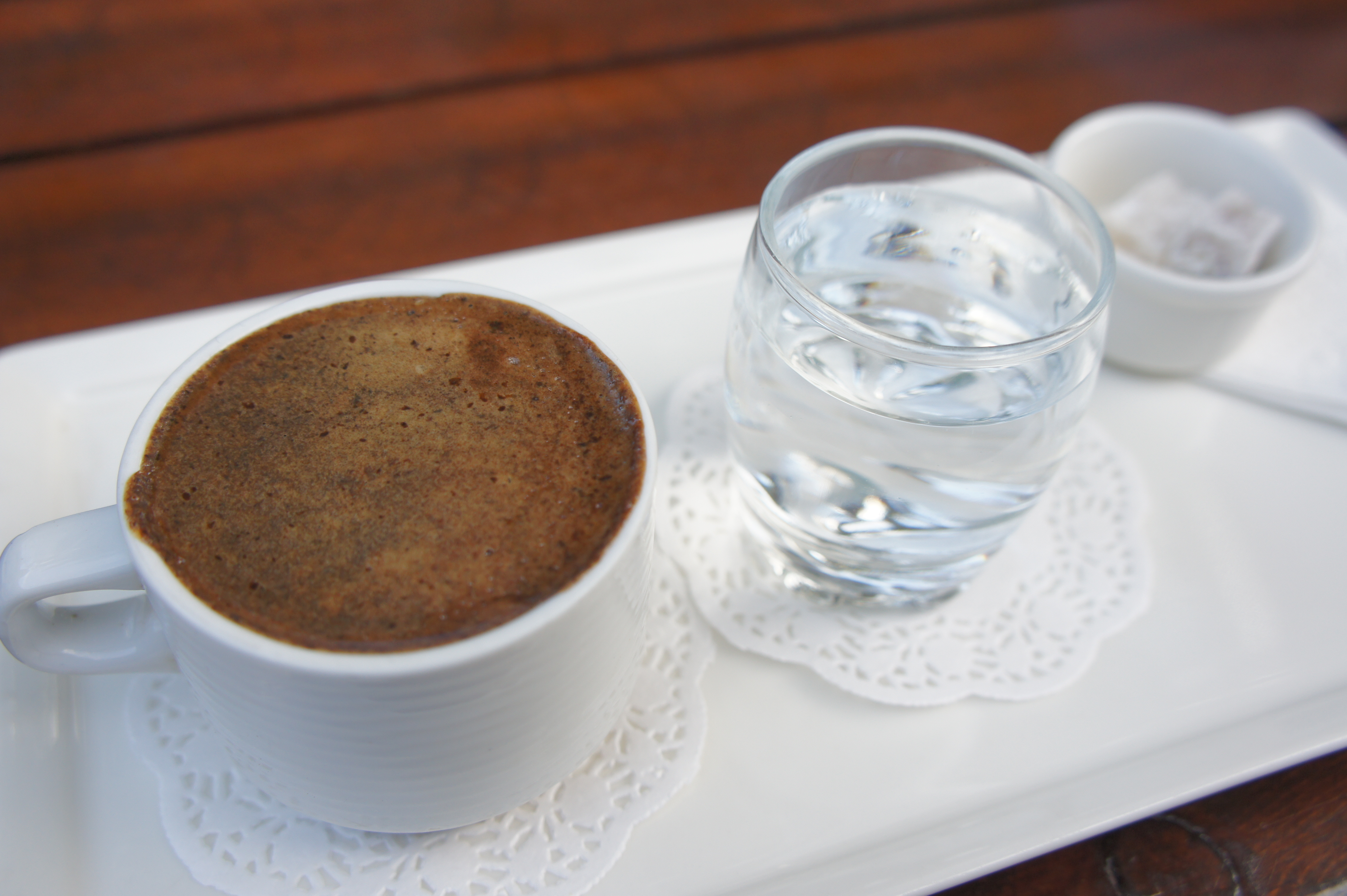

쿠르드 커피(쿠르드어: qehweya kurda, qehweya kezwanan قاوەی کوردی) 또는 메넨기츠 커피(튀르키예어: menengiç kahvesi)는 테레빈스 열매로 만든, 커피와 비슷한 무카페인 음료이다. 테레빈스 커피, 또는 테레빈스가 피스타치오와 근연종이기 때문에 피스타치오 커피로도 불린다. 동남아나톨리아 지역에서 특히 많이 마신다.